# The Bridge Is Over
The Bridge Is Over è un brano musicale hip hop del gruppo rap Boogie Down Productions, pubblicato nel 1987 come singolo (lato B A Word from Our Sponsor) dalla B-Boy Records, e incluso nell'album Criminal Minded.

## Descrizione
Eseguita dal rapper KRS-One e prodotta da DJ Scott La Rock e KRS-One, nell'introduzione della canzone è presente un campionamento del brano The Bridge di MC Shan. È considerata una classica diss song, che ha come destinatari MC Shan, Roxanne Shanté, Marley Marl, la Juice Crew e in generale i rapper del Queens. In particolare, Roxanne avrebbe risposto all'affronto con la canzone Roxanne's Revenge ("la vendetta di Roxanne", appunto).
The Bridge Is Over, insieme a South Bronx, altra canzone inclusa in Criminal Minded, è tra i più celebri tra quelli delle cosiddette "Bridge Wars" tra i rapper del Bronx e quelli del Queens.
Il testo della canzone è un chiaro attacco ai "colleghi" del Queens che avevano affermato come il vero hip hop fosse nato tra le case popolari del Queensbridge e non nel Bronx:
Don't know you know that he's out of touch?

What's the matter with your DJ, MC Shan?
 
On the wheels of steel, Marlon sucks!

You'd better change what comes out your speaker

You're better off talkin' 'bout your wack Puma sneaker

Cause Bronx created hip-hop, Queens will only get dropped,

You're still tellin' lies to me.

Everybody's talkin' 'bout the Juice Crew funny

But you're still tellin' lies to me»

## Eredità ed influenza
The Bridge Is Over è uno dei pezzi rap più campionati nella storia dell'hip hop:
- La canzone è stata campionata in Final Frontier di MC Ren, brano incluso nell'EP Kizz My Black Azz del 1992.
- Nel singolo If It's Lovin' that You Want di Rihanna.
- Nella canzone Da Heatwave di 50 Cent.
- In Destroy & Rebuild di Nas con intenti polemici.
- La canzone è stata campionata da Pusha T e Kendrick Lamar nel brano Nosetalgia.[3]
- Il break di batteria è stato campionato in Car Thief dei Beastie Boys nel loro album Paul's Boutique.